# El viejo y la muerte

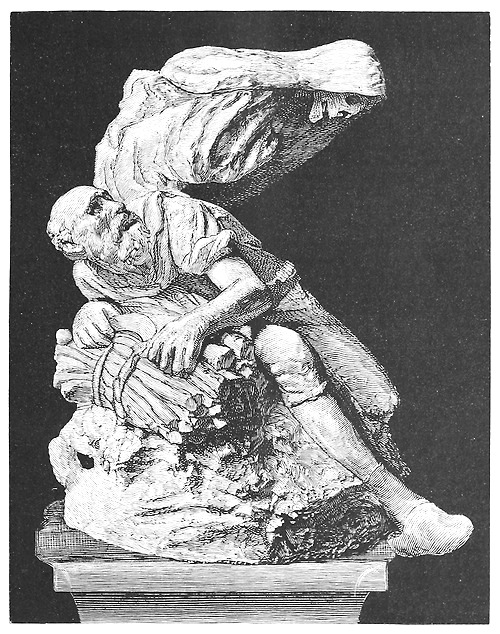
Diseño escultórico de Alphonse Legros inspirado en la fábula de "La muerte y el leñador".

El viejo y la muerte (Γέρων καὶ θάνατος) es una fábula atribuida a Esopo que ha sido reescrita y recreada por diversos autores. 

## Argumento
En esta fábula, el viejo venía del bosque con un pesado haz de leña. Sumamente cansado del largo camino y el peso que transportaba, dejó el haz de leña en el suelo para descansar. Aburrido de los grandes trabajos y penas que sufría, llamó desesperadamente a la muerte. Esta acudió rápidamente a la llamada del viejo, preguntándole para qué le llamaba. El viejo, al verla, cambió de parecer, diciéndole a la muerte, que le llamaba para que le ayudase a cargar la leña.

## Moraleja
Hay que apreciar la vida sobre todas las cosas, sin importar qué obstáculos existan.